# Bert Kaempfert
 (septembre 2021).
Si vous disposez d'ouvrages ou d'articles de référence ou si vous connaissez des sites web de qualité traitant du thème abordé ici, merci de compléter l'article en donnant les références utiles à sa vérifiabilité et en les liant à la section « Notes et références ».
Bert Kaempfert, né Berthold Kämpfert le 16 octobre 1923 à Hambourg et mort le 21 juin 1980 à Majorque, est un compositeur, arrangeur et chef d'orchestre allemand. Il a écrit et enregistré de nombreux airs de jazz et de musiques easy listening, parmi lesquels de nombreux standards comme Strangers in the Night (interprété la première fois par Ivo Robić (en) et rendu célèbre par Frank Sinatra), et L-O-V-E chanté par Nat King Cole.

## Biographie
Bert Kaempfert naît dans le quartier de Barmbeck à Hambourg (Allemagne), où il reçoit son surnom « Fips ». Il apprend le piano dès l'âge de six ans à l'école de musique de Hambourg, et étudie ensuite la clarinette, le saxophone, et l'accordéon. Il commence sa carrière de musicien comme saxophoniste à l'orchestre de la radio de Dantzig, dirigé par Hans Buch. Puis il devient musicien dans la marine allemande pendant la Seconde Guerre mondiale.
Plus tard, grâce au compositeur-orchestrateur suisse Cédric Dumont, avec lequel il continuera régulièrement de travailler, il forme son propre orchestre, puis devient arrangeur et compositeur et commence à enregistrer des succès avec les chanteurs Ivo Robić et Freddy Quinn.
En 1961, il propose à Tony Sheridan et aux Beatles, un groupe encore inconnu de passage à Hambourg, d'enregistrer quelques chansons. Le 45 tours My Bonnie / The Saints, sorti sur Polydor en Allemagne de l'Ouest et crédité a Tony Sheridan and the Beat Brothers, devient le premier enregistrement commercialisé des Beatles. En France, ce 45 tours est publié en maxi intitulé Mister Twist, incorporant deux autres chansons tirées de ces enregistrements dont une composition originale signée George Harrison/John Lennon. L'album My Bonnie sera subséquemment publié contenant les deux chansons du single allemand, complété de plusieurs autres enregistrées par d'autres musiciens toujours identifiés au nom « The Beat Brothers ». Les huit chansons, de la première séance avec le groupe de Liverpool en 1961 et de la seconde et dernière l'année suivante, seront plus tard publiées en 45 tours et en album à leur nom afin que le label allemand puisse profiter de la Beatlemania.
Bert Kaempfert meurt en 1980 d'un accident vasculaire cérébral dans sa maison de Majorque, à l'âge de 56 ans. Ses cendres ont été dispersées dans les Everglades en Floride où il se rendait souvent.

## Style musical
L'orchestre avait une manière rythmique tout à fait caractéristique qui lui était propre, apportant une touche moderne des orchestres des années 1960, puis 1970, de mettre en relief  des rythmes propices à la danse, alternant, à l'instar d'autres orchestres « swinguants » tels que celui de Ray Conniff voire James Last, les slows rythmés parfois langoureux propices à la rêverie, avec chœurs, avec les swings bien entraînants, accentués par la trompette et un renfort du tempo marqués par une guitare électrique presque « picking », à l'octave avec la basse, ainsi qu'une batterie syncopée.
Quelques charlestons de style New-Orléans furent également composés, apportés par une petite formation issue du grand orchestre.
Le premier succès de Bert Kaempfert et son orchestre date de 1960, Wonderland by Night. Nombre de ses compositions sont devenues célèbres :
- Strangers in the Night (avec des paroles de Charlie Singleton et Eddie Snyder, enregistré la première fois par Ivo Robić), était à l'origine l'un des morceaux qu'il avait écrits pour la bande originale du film de Ronald Neame A Man Could Get Killed (D pour danger en version française). Ce morceau devint un succès en 1966 avec l'interprétation de Frank Sinatra.
- Wooden Heart, arrangement d'un traditionnel allemand chanté par Elvis Presley dans le film G.I. Blues (Café Europa en uniforme en version française). Ce succès européen devint célèbre aux États-Unis avec la version de Joe Dowell (en) en 1961.
- L'instrumental Moon Over Naples (en), qui devint la chanson Spanish Eyes (les yeux espagnols) avec les paroles de Snyder, était à l'origine écrite pour Al Martino. Elle fut reprise notamment par Elvis Presley et Engelbert Humperdinck.
- Danke Schoen (en), avec des paroles de Kurt Schwabar et Milt Gabler, restera comme le plus grand succès du chanteur Wayne Newton, tout comme Morgen, avec en vedette le saxophone.
- L-O-V-E, avec les paroles de Milt Gabler, est l'un des plus grands succès de Nat King Cole.
- La bande originale du film de Wolfgang Zilzer 90 Minuten nach Mitternacht (Terror After Midnight (en) en anglais), devient Love After Midnight avec des paroles de Herb Rehbein et Joe Seneca, enregistrée par Patti Page (1964) et Jack Jones (1966).
- Tahitian Sunset a été repris par le groupe britannique Lemon Jelly dans l'album In the Bath en 1998.

D'autres morceaux de Bert Kaempfert ont connu un succès important aux États-Unis :
- L'air de jazz A Swingin' Safari (en) a été utilisé comme thème du générique de l'émission de jeu Match Game (en), diffusée sur NBC de 1962 à 1967. Hugues Aufray en a fait la chanson « Le lion et la gazelle » en 1971.
- Wimoweh (composée par Solomon Linda en 1939 sous le titre Mbube), tout aussi swinguant par des chœurs, et extrait du même album, fut rechanté sous les paroles « Le Lion est mort ce soir »
- That Happy Feeling (en), utilisé comme musique d'ambiance de l'émission pour enfants de Sandy Becker sur WNYW-TV (en), diffusée à New York entre 1963 et 1967.
- Alternant son style caractéristique dansant entre slows et swings, Bert Kaempfert effectua aussi en 1963 un disque reprenant les airs traditionnels de Noël.

L'orchestre de Kaempfert utilisait beaucoup les cuivres. Deux compositions qui en font particulièrement usage, Magic Trumpet de Bert Kaempfert et The Mexican Shuffle de Sol Lake, étaient toutes deux jouées par le Kaempfert's Orchestra et le Tijuana Brass de Herb Alpert, ce dernier passant progressivement du style mariachi au style Kaempfert au cours des années 1960. Le Tijuana Brass jouait souvent Magic Trumpet, et Kaempfert en retour jouait The Mexican Shuffle. Ce morceau fut repris pour la publicité télévisée de Clark's Teaberry (en), une marque de chewing-gum, et devint The Teaberry Shuffle.
Beaucoup de succès de Kaempfert durant cette période étaient composés ou arrangés avec l'aide de Herb Rehbein, un compositeur et chef d'orchestre allemand autodidacte. Le décès de Rehbein en 1979 affecta profondément Bert Kaempfert. Tous deux ont été inscrits à titre posthume au Songwriters Hall of Fame.
En 1963, le trompettiste de jazz Bobby Hackett enregistre un album de douze thèmes de Kaempfert : Bobby Hackett Plays The Music Of Bert Kaempfert (Sony Records).
En 1967, le clarinettiste de jazz Pete Fountain enregistre à Hambourg Pete Fountain Plays Bert Kaempfert, avec les musiciens du Kaempfert's Orchestra. La même année, la chanteuse américaine Anita Kerr réalise l'album Bert Kaempfert Turns Us On!.
En 1968, c'est le trompettiste Al Hirt qui sort un album intitulé Al Hirt Plays Bert Kaempfert.
En 1970, le chanteur américain Johnny Mathis sort un double album chez Columbia Records : Sings the Music of Bacharach & Kaempfert. À cette époque, les ventes des musiques de Kaempfert commencent à s'essouffler, bien qu'il continue à enregistrer et qu'il reste encore populaire. Il essaie alors d'élargir son style musical, et commence en 1974 à faire des tournées avec son orchestre, avec un concert remarquable au Royal Albert Hall de Londres.

## Discographie
L'essentiel de la discographie de Bert Kaempfert est parue chez la firme Polydor.

### 45 tours
- Swingin' Safari
- Wonderland By Night (US # 1, 1961)
- Afrikaan Beat
- Holiday For Bells
- Hold Me (AC # 37, 1967)
- Talk (AC # 39, 1967)
- Caravan (AC # 10, 1968)
- The First Waltz (AC # 30, 1968)
- Mister Sandman (AC # 12, 1968)
- (You Are) My Way Of Life (AC # 17, 1968)
- Games People Play (AC # 30, 1969)
- The Maltese Melody (1969)
- Someday We'll Be Together (AC # 27, 1970)
- Sweet Caroline (Good Times Never Seemed So Good) (AC # 24, 1971)
- Love Theme (1970)
- Only A Fool (Would Lose You) (1972)

### Albums
- 1958 : April In Portugal
- 1959 : Ssh! It's Bert Kaempfert & His Orchestra
- 1960 : Combo Capers
- 1960 : Wonderland by Night
- 1961 : The Wonderland of Bert Kaempfert
- 1961 : Dancing In Wonderland
- 1962 : Solitude
- 1962 : Afrikaan Beat And Other Favorites
- 1962 : With A Sound In My Heart
- 1962 : A Swingin' Safari
- 1962 : That Happy Feeling
- 1962 : 90 Minuten nach Mitternacht
- 1963 : Dreaming In Wonderland
- 1963 : Living It Up!
- 1963 : Christmastide with Kaempfert
- 1964 : That Latin Feeling
- 1964 : Blue Midnight
- 1964 : Let's Go Bowling
- 1964 : The Magic Music of Far Away Places
- 1965 : Love Letters
- 1965 : Bye Bye Blues
- 1965 : Three O'Clock in the Morning
- 1966 : A Man Could Get Killed
- 1966 : Strangers In The Night (chanté par Frank Sinatra)
- 1966 : Greatest Hits
- 1967 : Hold Me
- 1967 : The World We Knew
- 1967 : Bert Kaempfert's Best
- 1968 : Love That Bert Kaempfert
- 1968 : My Way Of Life
- 1968 : Ivo Robic singt Kaempfert-Erfolge (avec Ivo Robić)
- 1968 : Warm and Wonderful
- 1969 : One Lonely Night
- 1969 : Traces Of Love
- 1970 : The Kaempfert Touch
- 1970 : Free And Easy
- 1971 : Orange Coloured Sky
- 1971 : Bert Kaempfert Now!
- 1972 : 6 Plus 6
- 1973 : Yesterday and Today
- 1973 : To The Good Life
- 1973 : Greatest Hits Volume 2
- 1974 : The Most Beautiful Girl
- 1974 : Gallery
- 1974 : Live In London
- 1975 : Love Walked In
- 1975 : Forever My Love
- 1975 : Golden Memories
- 1976 : Kaempfert '76
- 1977 : Safari Swings Again
- 1977 : Tropical Sunrise
- 1978 : Swing
- 1979 : In Concert (existe aussi en DVD)
- 1979 : Smile

## Filmographie
- 2003 : Strangers in the Night: The Bert Kaempfert Story, film TV allemand de Marc Boettcher, 120 min[4]